# 松井啓
松井 啓（まつい あきら、1941年 - ）は、日本の外交官。初代駐カザフスタン特命全権大使、駐ブルガリア特命全権大使、駐ナイジェリア特命全権大使等を歴任。ブルガリ共和国スターラ・プラニナ第一等受章。

## 人物・経歴
新潟県長岡市生まれ。1959年新潟県立新潟高等学校卒業。1965年一橋大学法学部卒業、外務省入省。同年イギリス陸軍教育学校留学。1966年ロンドン大学留学。1967年度には在ソ連邦日本国大使館とソ連邦対外文化連絡国家委員会の合意に基づき、宮鍋幟や茂田宏らとモスクワ大学派遣研究員を務めた。
外務大臣官房領事移住部領事第一課長等を経て、1993年初代駐カザフスタン特命全権大使。1996年からは国立国会図書館調査立法考査局専門調査員（外交・防衛担当）を務め国会議員らの図書館利用状況の調査等にあたった。1998年駐ブルガリア特命全権大使。2001年ブルガリ共和国アスターラ・プラニナ第一等受章。同年駐ナイジェリア特命全権大使。2004年には小学校建設計画のため3億700万円を限度とする無償資金協力を内容とする書簡の交換を行った。2005年から2010年まで杏林大学総合政策学部客員教授。

## 同期
- 加藤良三（駐米大使・外務審議官・総合外交政策局長・アジア局長・プロ野球コミッショナー）
- 折田正樹（駐英大使・北米局長・条約局長）
- 茂田宏（テロ対策担当大使・駐イスラエル大使）
- 津守滋（00年駐ミャンマー大使・98年駐クウェート大使）
- 田中克之（駐メキシコ大使・中南米局長）
- 木谷隆（駐ペルー大使）
- 小西正樹（駐マレーシア大使・国連大使）
- 佐藤裕美（駐コートジボワール大使）
- 佐々木高久（駐ナイジェリア大使）
- 朝海和夫（欧州連合大使・国際社会協力部長）
- 河村武和（欧州連合大使・儀典長）
- 内田富夫（00年駐スウェーデン大使・95年駐シリア大使）
- 竹中繁雄（03年査察担当大使・99年駐トルコ大使・97年法務省入国管理局長・93年駐バングラデシュ大使）

## 著書
- 『初代大使が見たカザフスタン』めるくまーる 2007年